# Distretto di Ljubašivka
Il distretto di Ljubašivka (in ucraino Любашівський район?, Ljubašivs'kyj rajon) era un distretto dell'Ucraina situato nell'oblast' di Odessa; aveva per capoluogo Ljubašivka. La popolazione era di 30.771 persone (stima del 2015). Il distretto fu costituito nel 1926 ed è stato soppresso in seguito alla riforma amministrativa del 2020.